# Gebeleizis
Gebeleizis (sau Nebeleizis, Gebelexis) era zeul fulgerului și al orizontului la daci, probabil versiunea dacă a zeului trac al furtunii, al tunetelor și al fulgerelor, deci zeu uranian (celest) Zibelthiurdos.  În perioadele mai târzii ale existenței dacilor, Gebeleizis pare să fie confundat cu Zamolxis, ca zeu suprem. Mai este cunoscut și sub numele de cavalerul trac Derzelas sau Derzis.

## Înfățișare
Era reprezentat ca un bărbat chipeș, uneori cu barbă. Fulgerele și tunetele erau manifestările sale. Uneori apare așezat pe tron, sau în chip de călăreț, cu un arc în mâna stângă însoțit de un șarpe care coboară spre capul calului și de un vultur cu corn care ține în cioc un pește iar în gheare un iepure. 
Alteori apare în chip de călăreț luptător însoțit de un câine ce poarta o lance pe care o aruncă asupra unui porc mistreț din fuga calului, sau în chip de călăreț pașnic purtând în mână o torță ori un corn al abundenței.
Mai este reprezentat tricefal (cu trei capete), sau ca un Zeu binecuvântător, având primele trei degete ale mâinii drepte înălțate sau desfăcute iar celelalte strânse către podul palmei.

## Etimologie
Este posibil ca forma originală getă să fi fost Zebeleizis, după cum este de părere Ioan I. Russu. Deja Tomaschek recunoscuse în acest nume o paralelă cu zeul trac meridional Zibeltiurdos, identificând în Zbelsurdos tema *z(i)bel și radicalul indo-european *g'heib, lumină, fulger. A doua parte a numelui, surdos, ar deriva de la rădăcina *suer, a mugi, a vâjâi. Astfel, cei doi zei, Zibelsurdos și Zibeleizis (Gebeleizis), ar fi zei ai furtunii, comparabili cu Donar, Taranis, Perkùnas, Perunù. 
În scrierile antice, Gebeleizis (ortografiat și Beleizis și Beleixis) apare numai în manuscrisele lui Herodot (484 î.Hr-cca.425 î.Hr) care afirmă că Zalmoxis este numit și Gebeleizis de către unii dintre geto-daci 
Plecând de la afirmația lui Herodot, Kretschmer se străduiește să lege etimologic pe Zalmoxis de Gebeleizis pe baza echivalenței temelor zemele/gebele, ceea ce implică echivalența bazelor zamol- și gebele. În sfârșit, Kretchmer vede în Gebeleizis numele trac și în Zamolxis numele hibrid scito-trac al aceluiași zeu. Etimologia lui Kretschmer a fost respinsă de Russu și de alți savanți, însă este considerată de Eliade ca având "meritul de a explica mărturia lui Herodot conform căreia geții credeau într-un singur zeu numit de unii Zalmoxis, de alții Gebeleizis." Arheologul Vasile Pârvan nu se îndoia de validitatea mărturiei lui Herodot, iar Jean Coman vorbea chiar de un monoteism daco-get.

## Continuitatea credinței în mitologia românească
Lipsa de izvoare despre Gebeleizis este explicată de Mircea Eliade printr-un fenomen curent - Gebeleizis a devenit un deus otiosus:
„Faptul că mitologia folclorică românească în jurul profetului Ilie conține numeroase elemente proprii unui zeu al furtunii demonstrează cel puțin faptul că Gebeleizis era încă activ în momentul creștinării Daciei, oricare ar fi fost numele lui în această epocă. Se poate admite, de asemenea, că, ulterior, un sincretism religios, încurajat de marele preot și clasa sacerdotală, a sfârșit prin a-l confunda pe Gebeleizis cu Zalmoxis.”